# Celso Ramos (ort)
Celso Ramos är en ort i Brasilien.   Den ligger i kommunen Celso Ramos och delstaten Santa Catarina, i den södra delen av landet, 1 400 km söder om huvudstaden Brasília. Celso Ramos ligger 753 meter över havet och antalet invånare är 15 162.
Terrängen runt Celso Ramos är huvudsakligen kuperad, men den allra närmaste omgivningen är platt. Terrängen runt Celso Ramos sluttar västerut.
I omgivningarna runt Celso Ramos växer huvudsakligen savannskog. Runt Celso Ramos är det glesbefolkat, med 12 invånare per kvadratkilometer.